# گریزبی
longitudeگریزبیlatitudeگریزبی
گریزبی (به انگلیسی: Greasby) شهری در کشور انگلستان است که این کشور خود بخشی از بریتانیا محسوب می‌شود. این شهر در سال ۱۹۹۱ میلادی ۵۶٫۰۷۷ نفر جمعیت داشته و در سرشماری سال ۲۰۰۱ جمعیت آن به ۵۳٫۹۰۵ نفر رسیده‌است. میزان رشد سالانهٔ جمعیت گریزبی ‎۰٫۰۸ درصد می‌باشد و جمعیت این شهر در سال ۲۰۱۲ به ۵۴٫۳۶۱ نفر تغییر یافت.